# Peter Adolphsen
Peter Adolphsen (født 1. september 1972 i Aarhus) er en dansk forfatter. Han er uddannet fra Forfatterskolen (1993-95), hvor han også var ansat som lærer 2008-2010. Debuterede i 1996 med Små Historier. Siden er udkommet Små historier 2 (2000), kortromanerne Brummstein (2003) og Machine (2006), form-eksperimenterne En million historier (2007) og Katalognien. En versroman (2009, skrevet sammen med Ejler Nyhavn). I 2013 udkom den post-apokalyptiske kortroman År 9 efter Loopet.
Adolphsen forsøger i sin prosa at videregive et koncist og mættet indtryk uden for mange uvedkommende omstændigheder. Inspirationen fra Per Højholt, Peter Seeberg, Franz Kafka og Jorge Luis Borges er tydelig.[kilde mangler] Adolphsen forener en eklatant, tilspidset, men omflakkende, urolig handling, hvor det er en pointe, at det skete bevæger sig i (for mennesket) uforudsigelige og besynderlige retninger.
Adolphsens Små historier er også små i lyotardsk forstand, og kan derfor anskues ud fra et postmoderne perspektiv, idet de ikke foregiver at formidle en fuldstændig, aflukket verdensanskuelse, men punkterer ethvert tilløb til en sådan gennem et bredt spektrum af genrer og synsvinkler. Verden er ikke til at forstå, forstås. Formen er på den måde vigtig for forståelsen af teksterne.
Narrativerne er minimale skiftinge, som ironiserende væver sig ind og ud af populærkulturen, de vil netop adskille sig fra hinanden, vise tilhørsforhold til de forskellige genrer, som kommer til udtryk i tidens massemedier. Disse står i forfatterskabet i et symbiotisk forhold til hinanden: Soap, dokumentar, satire, tragedie, æstetiseret pop.
I sine to romaner Brummstein (2003) og Machine (2006) fremstår Adolphsens budskab mindre svævende (end i Små historier 1 og 2). Begge romaner tager udgangspunkt i hvordan noget der skete for millioner af år siden får indflydelse på forskellige menneskers liv i nutiden (eller i den nære fortid). Den ateistiske Adolphsens pointe er vist nok at det vi mennesker ikke kan forklare (som fx pludselige dødsfald) ikke skyldes guddommelig indgriben, men derimod en årsagssammenhæng der går ud over vores forstand. – Og som altså kan ledes helt tilbage til alpernes tidlige orogenese (Brummstein) eller sågar Big Bang (Machine)!
I 'Machine' henviser fortælleren til Aristoteles' opfattelse af tilfældighedsbegrebet netop som en begivenhed, man ikke kan placere i en årsagssammenhæng.
I sine to romaner benytter Adolphsen sig ligesom i de små historier af mange forskellige tekstlige virkemidler. Fælles for romanerne er desuden fortællerrollen, en fortæller som Adolphsen selv kalder "Hyper-olympikeren". Den super-alvidende fortæller som ved stort set alt om verdens gang og de medvirkende personers tanker.
Både 'Brummstein' og 'Machine' skildrer forholdet mellem østens kommunisme og vestens kapitalisme. 'Brummstein' handler om Tysklands historie i det 20. århundrede som oplevet fra mange forskellige personernes synspunkt, mens det nærmeste man kommer en hovedperson i 'Machine', Djamolidine Hasanov/Jimmy Nash, filosoferer over kulturforskellene mellem sit barndomsland, det sovjetiske Aserbajdsjan, og sit nye land, USA, som han i frustration flygter til i løbet af romanen.
Sammenlagt er disse to korte romaner oversat til ti sprog, bl.a. engelsk, tysk, nederlandsk, spansk og fransk.
En million historier (2007) indeholder præcis en million forskellige historier, er inspireret af den franske digter Raymond Queneaus digtsamling Cent mille milliards de poèmes (1961). Bogen er på ti sider, hver skåret i seks vandrette strimler. Der er derfor ti forskellige begyndelser, der hver har ti mulige fortsættelser osv. Strimlerne er nummereret 0 til 9. Et tal mellem 0 og 999.999 angiver en konkret tekst.
Sammen med Ejler Nyhavn har han i 2009 udgivet 'Katalognien. En versroman' (Samleren).
Han har desuden skrevet billedbøger for børn: 'Ræsergåsen' (Gyldendal, 2000), 'Verdens længste lort' (Alinea, 2004), 'Glimfyr og Klumtøs' (Alfa, 2011), 'Glimfyr og Klumtøs bygger en tank' (Alfa, 2012), 'Blommeægget' (2016, J&D) og 'Papegøjerne spang gok!' (2016, Gyldendal).
I 2013 udkom romanen 'År 9 efter Loopet', en post-apokalyptisk robinsonade (Niels Klim-prisen 2014 for Årets Sci-fi-roman, nomineret til Montanaprisen og Kritikerprisen).
Peter Adolphsen er medlem af det 'metamusikalske tekstorkester' T/S Sterndolph (sammen med T.S. Høeg og Sternberg), der udgav debut-LP'en 'Aktionspotentiale' i 2015 (Diskoteket Øverste Kirurgiske).
I 2019 fik Adolphsen tildelt Statens Kunstfonds livsvarige hædersydelse  som én af de til alle tider i alt 275 modtagere